# 吴新田

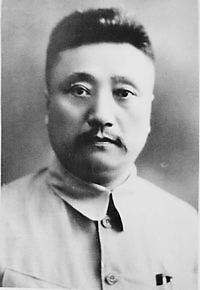

吴新田（1886年3月2日—1945年2月16日）字豈蓀，安徽省廬州府合肥县人，中華民国军事将领。

## 生平
1902年入保定陸軍速成学堂。毕业後，吴新田到北洋第六鎮任职。1906年北洋陆军大学堂第一期从北洋各镇的下级军官中招选120人，1908年毕业。1913年（民国2年），他任陸軍第6師第3混成旅的团長。1914年（民国3年），他升任張敬尧所辖北洋陸軍第7師步兵第14旅旅長。1918年（民国7年）11月，兼任湖南省的岳陽鎮守使。1920年（民国9年），接替直皖战争中失败下野的皖系军阀湖南督军張敬尧任北洋陆军第7師師長，转而投靠直系。
1921年5月25日直系控制的北洋政府明令免去依附皖系之陕西督军陈树藩的职务， 而代之以直系第20师师长阎相文。1921年6月，阎相文率所部陆军第二十师及冯玉祥的第十六混成旅由潼关入陕；同时吴率第七师也奉命由湖北随（县）枣（阳）一带开往陕西，协助阎相文驱逐陈树藩。陈树藩在重兵围攻下，逃往汉中。直军7月7日占据西安、咸阳。1921年8月22日，阎相文自杀，冯玉祥继任陕督，任命吴为陕南边防军总司令。1921年11月吴率部向南进发，一月之内连克安康、汉中，陈树藩逃往四川。1921年12月，吴兼任陝南鎮守使。加派为陕西军务帮办。1922年（民国11年），北洋政府授予将军府“藩威将軍”。与四邻军阀勾结，北依刘镇华，西联陇南镇守使孔繁锦，南结川军刘存厚，形成了一个附属于直系，地跨陕、甘、川三省交界地区的军事联盟。1923年（民国12年）3月，获授陸軍上将。在陕南三年时间（1922年至1924年），吴部从8000人、6000枝枪，膨胀到有三万多人，枪支2.4万多枝。还两度北出秦岭，为祸关中。
1924年10月北京政变后，段祺瑞执政。刘镇华为巩固在陕西的控制，派师长憨玉琨出兵河南，阻止国民二军军长胡景翼督豫，于是爆发了“胡憨之战”。刘镇华率军离西安到豫西督战前，将陕西军政交给吴新田暂为“照料”。刘镇华在豫西战败只身逃往山西投靠阎锡山，段祺瑞执政府于1925年4月30日正式任命吴为陕西军务督办。1925年5月4日，吴新田的第七师所部与陕西省立第一中学学生因踢足球发生冲突，学生误将足球踢入与学校一墙之隔的吴新田部第14旅第28团军营，学生前去捡球时，士兵以闯入军营为由追打学生，并冲进校园打伤学生40余人，其中4人伤势严重。引起西安各中、小学职工和学生的公愤，纷纷罢课、请愿，要求严惩凶手，保障人身安全。共产党人魏野畴、雷晋笙和共青团西安组织以陕西省教师联合会为核心，组织教育界人士，站出来支持青年学生的正义斗争，提出“驱逐吴新田”的口号，掀起了轰轰烈烈的“驱吴运动”，公开提出必须把帝国主义和北洋军阀在陕西的走狗吴新田赶出陕西。5月10日，全市学生罢课，吴新田严令教育厅强迫学生上课，并制造谣言，引起士兵对学生的仇视。6月上海五卅慘案的消息传到陕西，群众义愤填膺。雷晋笙以陕西省工会筹备会的名义联合各社、团成立了陕西省各县团体雪耻会，被选为主要领导人，把雪耻会发展成为以“驱吴”为主要目标的反帝、反封建军阀的统一战线，一方面召开群众大会，发表宣言和通电，提出“帝国主义与中华民族，封建军阀与中国人民，都是势不两立，必须打倒军阀，打倒帝国主义，收回租界，取消一切不平等条约”，“驱除陕西的军阀吴新田”，“严惩枪杀学生的刽子手”；一方面利用《西安晨钟》《新秦日报》，编印《雪耻特刊》《雪耻》三日刊、《沸血》周刊，大力宣传，大造舆论，广泛成立雪耻会的分支组织，使其遍及全省各团体、各县，并且把党、团员及学生积极分子组织起来，分13路奔赴陕西各地50多个县，宣传帝国主义和军阀的暴行，发动群众开展抗捐、抗粮运动。同时，自动员商会和各界人士，募集捐款2800余元，汇寄上海，援助上海工人斗争。这次声势浩大的群众运动持续了3个月之久。此时，击败刘镇华的国民二军已由洛阳进驻潼关；国民三军孙岳部已入陕。陕西靖国军甄寿珊、杨虎城的部队站在陕西群众这。吴新田不得不于7月15日晚逃离西安，先往甘肃天水，后潜回汉中。1925年8月，他的督办一职被孫岳接替。1926年春，段祺瑞执政府任命吴为陕南护军使。
国民二军在中原战败，回陕途中在陕州几乎全军覆没。刘镇华以“陕甘讨贼军”名义，率号称十万之镇嵩军，围攻西安八个月。在此期间，吴两次翻越秦岭助刘镇华，驻兵周至、户县一带镇压民众。冯玉祥西北军解围西安城后，吴再次退往陕南。
北伐战争时，吴率部投靠冯玉祥国民革命军第二集团军，任第十六路总司令兼一师师长。1928年10月，冯玉祥电令吴部离开陕南，移防河南信阳。吴派人去湖北与李宗仁联系接受改编，1928年10月中旬，吴率部沿城固、石泉到安康，进入湖北境内，离开了统治八年的陕南。被李宗仁改编了两个旅，其余遣散，吴被委以国民革命军第四集团军高等顾问。南京国民政府于1928年（民国17年）11月任命他为河南省政府委員，任职至翌年。
1936年5月被授予陆军中将。1945年2月16日，吴新田在天津病逝；另说1946年7月退役后移居天津做了“寓公”，南京解放前去台湾，1955年11月病殁。。